# Laurel Thomas
Laurel Thomas (apellido de soltera: Potts, anteriormente: Dingle) es un personaje ficticio de la serie de televisión británica Emmerdale Farm, interpretada por la actriz Charlotte Bellamy desde el 3 de septiembre de 2002, hasta ahora. 